# Giải bóng đá Hạng Nhất Quốc gia 2000–01
Giải bóng đá Hạng Nhất Quốc gia 2000–01 là mùa giải thứ năm của Giải bóng đá Hạng Nhất Quốc gia Việt Nam do Liên đoàn Bóng đá Việt Nam thành lập năm 1997. Đây là mùa giải đầu tiên của giải Hạng Nhất sau khi được tách ra thành hai giải đấu riêng biệt, trong đó Giải Vô địch Quốc gia chuyên nghiệp là giải đấu cấp cao nhất còn giải bóng đá Hạng Nhất Quốc gia Việt Nam là cấp bậc thứ hai. Trước đó, Giải bóng đá Hạng Nhất Quốc gia là giải đấu cấp bậc cao nhất trong hệ thống giải đấu bóng đá tại Việt Nam kể từ năm 1997 đến hết mùa giải 1999–2000. Mùa giải này có 12 đội bóng tham dự thi đấu vòng tròn hai lượt để xác định 2 suất thăng hạng tại giải bóng đá Vô địch Quốc gia và hai đội xuống thi đấu tại Giải bóng đá Hạng Nhì Quốc gia.
Bình Định đã vô địch giải đấu sau khi đánh bại An Giang với tỷ số rất đậm 9–2 ngay trên sân nhà ở lượt trận cuối cùng.

## Các đội bóng

### Sân vận động
| Đội              | Địa điểm                | Sân vận động | Sức chứa |
| ---------------- | ----------------------- | ------------ | -------- |
| An Giang         | Long Xuyên, An Giang    | An Giang     | 15,000   |
| Bình Dương       | Thủ Dầu Một, Bình Dương | Gò Đậu       | 25,000   |
| Bình Định        | Quy Nhơn, Bình Định     | Quy Nhơn     | 10,000   |
| Đà Nẵng          | Hải Châu, Đà Nẵng       | Chi Lăng     | 25,000   |
| Gia Lai          | Pleiku, Gia Lai         | Pleiku       | 23,000   |
| Hải Quan         | Quận 10, TP.HCM         | Thống Nhất   | 22,000   |
| Lâm Đồng         | Đà Lạt, Lâm Đồng        | Đà Lạt       | 10,000   |
| Long An          | Tân An, Long An         | Long An      | 20,000   |
| Ngân hàng Á Châu | Đống Đa, Hà Nội         | Hà Nội       | 20,000   |
| Quảng Ninh       | Hạ Long, Quảng Ninh     | Hòn Gai      |          |
| Quân khu 7       | Tân Bình, TP.HCM        | Quân khu 7   | 10,000   |
| Tiền Giang       | Mỹ Tho, Tiền Giang      | Tiền Giang   | 20,000   |

### Nhân sự, nhà tài trợ và áo đấu
| Đội              | Huấn luyện viên | Đội trưởng      | Nhà sản xuất áo đấu | Nhà tài trợ chính (trên áo đấu) |
| ---------------- | --------------- | --------------- | ------------------- | ------------------------------- |
| An Giang         | Hồ Văn Thu      |                 |                     |                                 |
| Bình Dương       | Lê Đức Trí      | Trương Văn Dũ   |                     |                                 |
| Bình Định        | Lê Thanh Huy    |                 |                     |                                 |
| Đà Nẵng          | Trần Vũ         |                 |                     |                                 |
| Gia Lai          |                 |                 |                     |                                 |
| Hải Quan         | Lê Hữu Tường    | Trịnh Văn Thiện |                     |                                 |
| Lâm Đồng         | Đinh Xuân Thành |                 |                     |                                 |
| Long An          | Huỳnh Ngọc San  |                 |                     |                                 |
| Ngân hàng Á Châu | Lê Khắc Chính   |                 |                     |                                 |
| Quảng Ninh       |                 |                 |                     |                                 |
| Quân khu 7       | Nguyễn Kim Hằng |                 |                     |                                 |
| Tiền Giang       |                 |                 |                     |                                 |

### Thay đổi huấn luyện viên
| Đội bóng   | Huấn luyện viên đi | Hình thức | Ngày rời đi      | Vị trí xếp hạng | Huấn luyện viên đến | Ngày đến         |
| ---------- | ------------------ | --------- | ---------------- | --------------- | ------------------- | ---------------- |
| Bình Dương | Lưu Mộng Hùng      | Sa thải   | 17 tháng 3, 2001 | Thứ 12          | Lê Đức Trí          | 17 tháng 3, 2001 |
| An Giang   | Hồ Văn Thu         | Từ chức   | 3 tháng 5, 2001  |                 |                     |                  |

### Cầu thủ nước ngoài
| Đội              | Cầu thủ 1       | Cầu thủ 2         | Cầu thủ 3      |
| ---------------- | --------------- | ----------------- | -------------- |
| An Giang         | Ibrahim         | Koyu Hubert       |                |
| Bình Dương       |                 |                   |                |
| Bình Định        | Blessing Ughojo |                   |                |
| Đà Nẵng          | Russell Miner   | James Johnson     | Wade Baldwin   |
| Gia Lai          |                 |                   |                |
| Hải Quan         |                 |                   |                |
| Lâm Đồng         |                 |                   |                |
| Long An          | Fabio Santos    |                   |                |
| Ngân hàng Á Châu | Ajeboh Golden   | Alexei Mozalevski | Andrei Bulanov |
| Quảng Ninh       | Barry Guildford |                   |                |
| Quân khu 7       |                 |                   |                |
| Tiền Giang       |                 |                   |                |

## Bảng xếp hạng
| VT | Đội              | ST | T  | H | B  | BT | BB | HS  | Đ  | Giành quyền tham dự hoặc xuống hạng |
| -- | ---------------- | -- | -- | - | -- | -- | -- | --- | -- | ----------------------------------- |
| 1  | Bình Định (C)    | 22 | 13 | 5 | 4  | 46 | 25 | +21 | 44 | Thăng hạng V-League 2001-02         |
| 2  | Đà Nẵng          | 22 | 12 | 8 | 2  | 40 | 16 | +24 | 44 | Thăng hạng V-League 2001-02         |
| 3  | Hải Quan         | 22 | 12 | 8 | 2  | 33 | 18 | +15 | 44 |                                     |
| 4  | Quân khu 7       | 22 | 9  | 8 | 5  | 34 | 21 | +13 | 35 |                                     |
| 5  | Gia Lai          | 22 | 9  | 4 | 9  | 26 | 20 | +6  | 31 |                                     |
| 6  | Tiền Giang       | 22 | 8  | 5 | 9  | 31 | 30 | +1  | 29 |                                     |
| 7  | Long An          | 22 | 7  | 6 | 9  | 31 | 31 | 0   | 27 |                                     |
| 8  | Lâm Đồng         | 22 | 7  | 4 | 11 | 27 | 37 | −10 | 25 |                                     |
| 9  | Ngân hàng Á Châu | 22 | 5  | 9 | 8  | 19 | 24 | −5  | 24 |                                     |
| 10 | Bình Dương       | 22 | 5  | 8 | 9  | 27 | 33 | −6  | 23 |                                     |
| 11 | An Giang (R)     | 22 | 4  | 5 | 13 | 34 | 59 | −25 | 17 | Xuống Hạng Nhì Quốc gia 2002        |
| 12 | Quảng Ninh (R)   | 22 | 2  | 8 | 12 | 11 | 45 | −34 | 14 | Xuống Hạng Nhì Quốc gia 2002        |

## Lịch thi đấu và kết quả

### Lịch thi đấu

#### Vòng 1
| 22 tháng 11 năm 2000 | Hải Quan | 2–1      | Bình Dương | Quận 10, TP.HCM          |  |
|                      |          | Chi tiết |            | Sân vận động: Thống Nhất |  |

| 22 tháng 11 năm 2000 | Đà Nẵng                          | 2–3      | Bình Định                                 | Hải Châu, Đà Nẵng                            |  |
|                      | Anh Tuấn 15' · Trương Khánh 45+' | Chi tiết | Ngọc Quang · Minh Mính 35' · Văn Hùng 80' | Sân vận động: Chi Lăng Lượng khán giả: 2.000 |  |

| 22 tháng 11 năm 2000 | Quảng Ninh | 0–0      | Ngân hàng Á Châu | Hạ Long, Quảng Ninh   |  |
|                      |            | Chi tiết |                  | Sân vận động: Hòn Gai |  |

| 22 tháng 11 năm 2000 | Lâm Đồng | 0–1      | Gia Lai | Đà Lạt, Lâm Đồng     |  |
|                      |          | Chi tiết |         | Sân vận động: Đà Lạt |  |

| 22 tháng 11 năm 2000 | Quân khu 7 | 1–1      | Long An | Tân Bình, TP.HCM         |  |
|                      |            | Chi tiết |         | Sân vận động: Quân khu 7 |  |

| 22 tháng 11 năm 2000 | Tiền Giang | 3–1      | An Giang | Mỹ Tho, Tiền Giang       |  |
|                      |            | Chi tiết |          | Sân vận động: Tiền Giang |  |

#### Vòng 2
| 28 tháng 11 năm 2000 | Bình Dương | 1–2      | Lâm Đồng | Thủ Dầu Một, Bình Dương |  |
|                      |            | Chi tiết |          | Sân vận động: Gò Đậu    |  |

| 28 tháng 11 năm 2000 | An Giang | 2–4      | Quân khu 7 | Long Xuyên, An Giang     |  |
|                      |          | Chi tiết |            | Sân vận động: Long Xuyên |  |

| 28 tháng 11 năm 2000 | Ngân hàng Á Châu | 1–2      | Bình Định | Đống Đa, Hà Nội      |  |
|                      |                  | Chi tiết |           | Sân vận động: Hà Nội |  |

| 28 tháng 11 năm 2000 | Gia Lai | 1–0      | Hải Quan | Pleiku, Gia Lai      |  |
|                      |         | Chi tiết |          | Sân vận động: Pleiku |  |

| 28 tháng 11 năm 2000 | Đà Nẵng | 3–0      | Quảng Ninh | Hải Châu, Đà Nẵng      |  |
|                      |         | Chi tiết |            | Sân vận động: Chi Lăng |  |

| 28 tháng 11 năm 2000 | Long An | 4–0      | Tiền Giang | Tân An, Long An       |  |
|                      |         | Chi tiết |            | Sân vận động: Long An |  |

#### Vòng 3
| 1 tháng 12 năm 2000 | Đà Nẵng | 1–0      | Hải Quan    | Hải Châu, Đà Nẵng      |  |
|                     |         | Chi tiết | Đỗ Khải 65' | Sân vận động: Chi Lăng |  |

#### Vòng 4
| 5 tháng 12 năm 2000 | Ngân hàng Á Châu | 1–1      | Tiền Giang     | Đống Đa, Hà Nội      |  |
|                     | Phúc Lâm 5'      | Chi tiết | Bạch Thuận 12' | Sân vận động: Hà Nội |  |

| 5 tháng 12 năm 2000 | Quảng Ninh | 2–1 | An Giang | Hạ Long, Quảng Ninh   |
|                     |            |     |          | Sân vận động: Hòn Gai |

| 5 tháng 12 năm 2000 | Bình Định | 1–1 | Hải Quan | Quy Nhơn, Bình Định    |
|                     |           |     |          | Sân vận động: Quy Nhơn |

| 5 tháng 12 năm 2000 | Đà Nẵng | 1–1 | Bình Dương | Hải Châu, Đà Nẵng      |
|                     |         |     |            | Sân vận động: Chi Lăng |

| 5 tháng 12 năm 2000 | Lâm Đồng | 1–1 | Quân khu 7 | Đà Lạt, Lâm Đồng     |
|                     |          |     |            | Sân vận động: Đà Lạt |

| 5 tháng 12 năm 2000 | Gia Lai | 1–0 | Long An | Pleiku, Gia Lai      |
|                     |         |     |         | Sân vận động: Pleiku |

#### Vòng 6
| 15 tháng 12 năm 2000 | Bình Dương | – | Ngân hàng Á Châu | Thủ Dầu Một, Bình Dương |
|                      |            |   |                  | Sân vận động: Gò Đậu    |

| 15 tháng 12 năm 2000 | Quân khu 7 | – | Bình Định | Tân Bình, TP.HCM         |
|                      |            |   |           | Sân vận động: Quân khu 7 |

| 15 tháng 12 năm 2000 | Hải Quan | 5–1 | Quảng Ninh | Quận 10, TP.HCM          |
|                      |          |     |            | Sân vận động: Thống Nhất |

| 15 tháng 12 năm 2000 | Long An | – | Đà Nẵng | Tân An, Long An       |
|                      |         |   |         | Sân vận động: Long An |

| 15 tháng 12 năm 2000 | Tiền Giang | – | Gia Lai | Mỹ Tho, Tiền Giang       |
|                      |            |   |         | Sân vận động: Tiền Giang |

| 15 tháng 12 năm 2000 | An Giang | – | Lâm Đồng | Long Xuyên, An Giang     |
|                      |          |   |          | Sân vận động: Long Xuyên |

#### Vòng 7
| 20 tháng 12 năm 2000 | Quảng Ninh | 0–0      | Bình Định | Hạ Long, Quảng Ninh   |  |
|                      |            | Chi tiết |           | Sân vận động: Hòn Gai |  |

| 20 tháng 12 năm 2000 | Gia Lai | 0–0      | Bình Dương | Pleiku, Gia Lai      |  |
|                      |         | Chi tiết |            | Sân vận động: Pleiku |  |

| 20 tháng 12 năm 2000 | Quân khu 7    | 1–0      | Tiền Giang | Biên Hòa, Đồng Nai     |  |
|                      | Thành Tài 61' | Chi tiết |            | Sân vận động: Đồng Nai |  |

| 20 tháng 12 năm 2000 | Lâm Đồng        | 1–2      | Hải Quan                        | Đà Lạt, Lâm Đồng                                |  |
|                      | Quang Thạnh 70' | Chi tiết | Ha Thin 37' (l.n.) · Thanh Nhàn | Sân vận động: Đà Lạt Trọng tài: Nguyễn Tấn Hiền |  |

| 20 tháng 12 năm 2000 | Long An                    | 2–1      | An Giang    | Tân An, Long An       |  |
|                      | Kim Hùng 54' · Bảo Tâm 90' | Chi tiết | Tấn Lợi 64' | Sân vận động: Long An |  |

| 20 tháng 12 năm 2000 | Ngân hàng Á Châu | 1–0      | Đà Nẵng | Đống Đa, Hà Nội      |  |
|                      | Phúc Lâm 55'     | Chi tiết |         | Sân vận động: Hà Nội |  |

#### Vòng 8
| 27 tháng 12 năm 2000 | Ngân hàng Á Châu | 1–0 | Long An | Đống Đa, Hà Nội      |
|                      |                  |     |         | Sân vận động: Hà Nội |

| 27 tháng 12 năm 2000 | Quảng Ninh | 2–1 | Quân khu 7 | Hạ Long, Quảng Ninh   |
|                      |            |     |            | Sân vận động: Hòn Gai |

| 27 tháng 12 năm 2000 | Bình Dương | 2–2 | Tiền Giang | Thủ Dầu Một, Bình Dương |
|                      |            |     |            | Sân vận động: Gò Đậu    |

| 27 tháng 12 năm 2000 | Hải Quan | 2–1 | An Giang | Quận 10, TP.HCM          |
|                      |          |     |          | Sân vận động: Thống Nhất |

| 27 tháng 12 năm 2000 | Bình Định | 1–0 | Lâm Đồng | Quy Nhơn, Bình Định    |
|                      |           |     |          | Sân vận động: Quy Nhơn |

| 27 tháng 12 năm 2000 | Đà Nẵng | 3–2 | Gia Lai | Hải Châu, Đà Nẵng      |
|                      |         |     |         | Sân vận động: Chi Lăng |

#### Vòng 9
| 3 tháng 1 năm 2001 | Hải Quan                        | 2–1      | Tiền Giang       | Quận 10, TP.HCM          |  |
|                    | Văn Thiện 87' · Thanh Hải 90+1' | Chi tiết | Trường Giang 40' | Sân vận động: Thống Nhất |  |

| 3 tháng 1 năm 2001 | Ngân hàng Á Châu | 0–0      | Quân khu 7 | Đống Đa, Hà Nội                          |  |
|                    |                  | Chi tiết |            | Sân vận động: Hà Nội Lượng khán giả: 500 |  |

| 3 tháng 1 năm 2001 | Đà Nẵng                                        | 3–1      | Lâm Đồng   | Hải Châu, Đà Nẵng      |  |
|                    | Hùng Dũng 17' (ph.đ.) · Văn Hà 45' · Hà Xá 49' | Chi tiết | Văn Tâm 8' | Sân vận động: Chi Lăng |  |

| 3 tháng 1 năm 2001 | Bình Định                    | 2–1      | Gia Lai       | Quy Nhơn, Bình Định    |  |
|                    | Văn Dũng 68' · Xuân Dũng 85' | Chi tiết | Minh Hải 90+' | Sân vận động: Quy Nhơn |  |

| 3 tháng 1 năm 2001 | Quảng Ninh | 0–0 | Long An | Hạ Long, Quảng Ninh   |
|                    |            |     |         | Sân vận động: Hòn Gai |

| 3 tháng 1 năm 2001 | Bình Dương                    | 2–2      | An Giang         | Thủ Dầu Một, Bình Dương |  |
|                    | Trung Quân 22' · Văn Dũng 81' | Chi tiết | Đại Lâm 28', 67' | Sân vận động: Gò Đậu    |  |

#### Vòng 10
| 28 tháng 2 năm 2001 | Long An     | 1–1      | Bình Dương | Tân An, Long An       |  |
|                     | Bảo Tâm 59' | Chi tiết | Văn Dũ 32' | Sân vận động: Long An |  |

| 28 tháng 2 năm 2001 | Quân khu 7 | 0–0      | Hải Quan | Biên Hòa, Đồng Nai     |  |
|                     |            | Chi tiết |          | Sân vận động: Đồng Nai |  |

| 28 tháng 2 năm 2001 | Tiền Giang                     | 2–1      | Bình Định     | Mỹ Tho, Tiền Giang       |  |
|                     | Bình Nam 9' · Trường Giang 22' | Chi tiết | Quang Huy 82' | Sân vận động: Tiền Giang |  |

| 28 tháng 2 năm 2001 | An Giang | 0–2      | Đà Nẵng                                 | Long Xuyên, An Giang     |  |
|                     |          | Chi tiết | Hà Xá 27' · Russell 35' · Thanh Đức 77' | Sân vận động: Long Xuyên |  |

| 28 tháng 2 năm 2001 | Lâm Đồng                  | 2–0      | Ngân hàng Á Châu | Đà Lạt, Lâm Đồng     |  |
|                     | Văn Tâm 8' · Duy Nhất 86' | Chi tiết |                  | Sân vận động: Đà Lạt |  |

| 28 tháng 2 năm 2001 | Gia Lai              | 1–0      | Quảng Ninh | Pleiku, Gia Lai      |  |
|                     | Tấn Thật 88' (ph.đ.) | Chi tiết |            | Sân vận động: Pleiku |  |

#### Vòng 11
| 7 tháng 3 năm 2001 | Hải Quan                 | 1–1      | Long An        | Quận 10, TP.HCM          |  |
|                    | Phi Long 71' · Kim Phụng | Chi tiết | Ngọc Quang 37' | Sân vận động: Thống Nhất |  |

| 7 tháng 3 năm 2001 | An Giang                                                | 5–1      | Bình Định     | Long Xuyên, An Giang     |  |
|                    | Thanh Tiến 26' · Tấn Lợi 43', 54', 89' · Hoàng Linh 69' | Chi tiết | Quang Huy 12' | Sân vận động: Long Xuyên |  |

| 7 tháng 3 năm 2001 | Bình Dương          | 1–2      | Quân khu 7                             | Thủ Dầu Một, Bình Dương |  |
|                    | Văn Hải 13' (ph.đ.) | Chi tiết | Văn An 48' · Minh Châu 71' · Ngọc Thảo | Sân vận động: Gò Đậu    |  |

| 7 tháng 3 năm 2001 | Tiền Giang | 0–0      | Đà Nẵng | Mỹ Tho, Tiền Giang                                  |  |
|                    |            | Chi tiết |         | Sân vận động: Tiền Giang Trọng tài: Trương Thế Toàn |  |

| 7 tháng 3 năm 2001 | Lâm Đồng | 0–0      | Quảng Ninh | Đà Lạt, Lâm Đồng     |  |
|                    |          | Chi tiết |            | Sân vận động: Đà Lạt |  |

| 7 tháng 3 năm 2001 | Gia Lai | 0–1      | Ngân hàng Á Châu | Pleiku, Gia Lai      |  |
|                    |         | Chi tiết | Alexei 74'       | Sân vận động: Pleiku |  |

#### Vòng 12
| 14 tháng 3 năm 2001 | Bình Dương | 0–2      | Hải Quan                            | Thủ Dầu Một, Bình Dương |  |
|                     |            | Chi tiết | Thanh Hải 62' · Thanh Nhàn (10) 72' | Sân vận động: Gò Đậu    |  |

| 14 tháng 3 năm 2001 | Long An        | 1–1      | Quân khu 7   | Tân An, Long An       |  |
|                     | Thanh Bình 90' | Chi tiết | Trí Dũng 32' | Sân vận động: Long An |  |

| 14 tháng 3 năm 2001 | Bình Định | 0–0      | Đà Nẵng | Quy Nhơn, Bình Định                                                        |  |
|                     |           | Chi tiết |         | Sân vận động: Quy Nhơn Lượng khán giả: 12.000 Trọng tài: Nguyễn Đình Nghĩa |  |

| 14 tháng 3 năm 2001 | Ngân hàng Á Châu | 1–1      | Quảng Ninh     | Đống Đa, Hà Nội      |  |
|                     | Ajeboh 60'       | Chi tiết | Mạnh Cường 82' | Sân vận động: Hà Nội |  |

| 14 tháng 3 năm 2001 | An Giang                      | 2–1      | Tiền Giang   | Long Xuyên, An Giang     |  |
|                     | Hoàng Linh 32' · Anh Tuấn 81' | Chi tiết | Bình Nam 71' | Sân vận động: Long Xuyên |  |

| 15 tháng 3 năm 2001 | Gia Lai                                                    | 4–0      | Lâm Đồng | Pleiku, Gia Lai                                  |  |
|                     | Bảo 6' · Minh Ninh 32' · Văn Đàn 43' · Linh 72' · Văn Lanh | Chi tiết |          | Sân vận động: Pleiku Trọng tài: Lương Trung Việt |  |

#### Vòng 13
| 21 tháng 3 năm 2001 | Bình Định      | 1–0      | Ngân hàng Á Châu | Quy Nhơn, Bình Định                                                          |  |
|                     | Khoa Thanh 79' | Chi tiết |                  | Sân vận động: Quy Nhơn Lượng khán giả: 12.000 Trọng tài: Nguyễn Thành Phương |  |

| 21 tháng 3 năm 2001 | Quảng Ninh | 0–4      | Đà Nẵng                                             | Hạ Long, Quảng Ninh   |  |
|                     |            | Chi tiết | Wade 5' · Anh Tuấn 49' · Võ Phước 54' · Russell 62' | Sân vận động: Hòn Gai |  |

| 21 tháng 3 năm 2001 | Lâm Đồng                           | 2–2      | Bình Dương                         | Đà Lạt, Lâm Đồng     |  |
|                     | Văn Tâm 40' (ph.đ.) · Văn Hùng 78' | Chi tiết | Văn Dũ 13' · Việt Dũng 90+' (l.n.) | Sân vận động: Đà Lạt |  |

| 21 tháng 3 năm 2001 | Hải Quan                            | 1–0      | Gia Lai       | Quận 10, TP.HCM                                   |  |
|                     | Ðỗ Khải 15' (ph.đ.) · Thanh Hải 53' | Chi tiết | Xuân Việt 56' | Sân vận động: Thống Nhất Trọng tài: Phạm Anh Dũng |  |

| 21 tháng 3 năm 2001 | Tiền Giang          | 2–0      | Long An | Mỹ Tho, Tiền Giang       |  |
|                     | Bạch Thuận 54', 62' | Chi tiết |         | Sân vận động: Tiền Giang |  |

| 21 tháng 3 năm 2001 | Quân khu 7                                                                       | 5–1      | An Giang | Biên Hòa, Đồng Nai                         |  |
|                     | Thành Tài 24' · Văn Hóa 34' (l.n.) · Văn An 43' · Anh Tuấn 61' · và Trí Dũng 64' | Chi tiết | Tấn Lợi  | Sân vận động: Đồng Nai Lượng khán giả: 300 |  |

#### Vòng 14
| 28 tháng 3 năm 2001 | Hải Quan | 0–0      | Đà Nẵng | Quận 10, TP.HCM          |  |
|                     |          | Chi tiết |         | Sân vận động: Thống Nhất |  |

| 28 tháng 3 năm 2001 | Quân khu 7 | 0–0      | Gia Lai     | Biên Hòa, Đồng Nai     |  |
|                     |            | Chi tiết | Văn Ðàn 82' | Sân vận động: Đồng Nai |  |

| 28 tháng 3 năm 2001 | Bình Dương | 1–3      | Bình Định                                     | Thủ Dầu Một, Bình Dương |  |
|                     | Văn Dũ 28' | Chi tiết | Văn Hùng 8' · Duy Tiên 62' · Thanh Phương 83' | Sân vận động: Gò Đậu    |  |

| 28 tháng 3 năm 2001 | Tiền Giang                                           | 4–1      | Quảng Ninh    | Mỹ Tho, Tiền Giang       |  |
|                     | Ngọc Hiệp 14', 25' · Bình Nam 35' · Trường Giang 65' | Chi tiết | Ngọc Bình 24' | Sân vận động: Tiền Giang |  |

| 28 tháng 3 năm 2001 | Long An                                    | 3–1      | Lâm Đồng     | Tân An, Long An       |  |
|                     | Đăng Thi 59' · Thúc Vũ 77'} · Kim Hùng 88' | Chi tiết | Văn Hùng 40' | Sân vận động: Long An |  |

| 28 tháng 3 năm 2001 | An Giang                     | 3–3      | Ngân hàng Á Châu           | Long Xuyên, An Giang     |  |
|                     | Thanh Tiến · Hoàng Linh (10) | Chi tiết | Bulanov · Golden · Bá Linh | Sân vận động: Long Xuyên |  |

#### Vòng 15
| 4 tháng 4 năm 2001 | Tiền Giang                   | 2–0      | Ngân hàng Á Châu | Mỹ Tho, Tiền Giang                             |  |
|                    | Huy Cường 30' · Bình Nam 38' | Chi tiết |                  | Sân vận động: Tiền Giang Lượng khán giả: 3.000 |  |

| 4 tháng 4 năm 2001 | An Giang | 0–0      | Quảng Ninh | Long Xuyên, An Giang     |  |
|                    |          | Chi tiết |            | Sân vận động: Long Xuyên |  |

| 4 tháng 4 năm 2001 | Long An                | 3–0      | Gia Lai | Tân An, Long An       |  |
|                    | Đăng Thi 62', 66', 79' | Chi tiết |         | Sân vận động: Long An |  |

| 4 tháng 4 năm 2001 | Bình Dương     | 2–3      | Đà Nẵng                           | Thủ Dầu Một, Bình Dương |  |
|                    | Văn Dũ 4', 77' | Chi tiết | Wade 7' · Anh Tài 43' · James 55' | Sân vận động: Gò Đậu    |  |

| 4 tháng 4 năm 2001 | Hải Quan                       | 2–2      | Bình Định                       | Quận 10, TP.HCM          |  |
|                    | Chí Thắng 16' · Thanh Nhàn 62' | Chi tiết | Thanh Phương 56' · Blessing 59' | Sân vận động: Thống Nhất |  |

| 4 tháng 4 năm 2001 | Quân khu 7                      | 3–0      | Lâm Đồng | Biên Hòa, Đồng Nai     |  |
|                    | Văn An 17', 68' · Ngọc Thảo 50' | Chi tiết |          | Sân vận động: Đồng Nai |  |

#### Vòng 16
| 11 tháng 4 năm 2001 | Đà Nẵng               | 1–0      | Quân khu 7 | Hải Châu, Đà Nẵng      |  |
| 30.000              | Hùng Dũng 20' (ph.đ.) | Chi tiết |            | Sân vận động: Chi Lăng |  |

| 11 tháng 4 năm 2001 | Bình Định                                                         | 5–0      | Long An | Quy Nhơn, Bình Định    |  |
|                     | Blessing 52', 69' · Ngọc Bảo 65' · Quang Huy 66' · Khoa Thanh 90' | Chi tiết |         | Sân vận động: Quy Nhơn |  |

| 11 tháng 4 năm 2001 | Ngân hàng Á Châu | 1–1      | Hải Quan      | Đống Đa, Hà Nội      |  |
|                     | Phúc Lâm 73'     | Chi tiết | Văn Thiện 30' | Sân vận động: Hà Nội |  |

| 11 tháng 4 năm 2001 | Gia Lai                            | 3–0      | An Giang | Pleiku, Gia Lai      |  |
|                     | Minh Hải 28', 43' · Nguyễn Bảo 82' | Chi tiết |          | Sân vận động: Pleiku |  |

| 11 tháng 4 năm 2001 | Lâm Đồng                         | 3–2      | Tiền Giang            | Đà Lạt, Lâm Đồng     |  |
|                     | Ha Thin 14', 35' · Chí Thành 30' | Chi tiết | Trường Giang 43', 90' | Sân vận động: Đà Lạt |  |

| 11 tháng 4 năm 2001 | Quảng Ninh    | 1–2      | Bình Dương                 | Hạ Long, Quảng Ninh   |  |
|                     | Tấn Thịnh 43' | Chi tiết | Quốc Việt 7'' · Văn Dũ 20' | Sân vận động: Hòn Gai |  |

#### Vòng 17
| 18 tháng 4 năm 2001 | Ngân hàng Á Châu | – | Bình Dương | Đống Đa, Hà Nội      |
|                     |                  |   |            | Sân vận động: Hà Nội |

| 18 tháng 4 năm 2001 | Bình Định | – | Quân khu 7 | Quy Nhơn, Bình Định    |
|                     |           |   |            | Sân vận động: Quy Nhơn |

| 18 tháng 4 năm 2001 | Quảng Ninh | – | Hải Quan | Hạ Long, Quảng Ninh   |
|                     |            |   |          | Sân vận động: Hòn Gai |

| 18 tháng 4 năm 2001 | Đà Nẵng | – | Long An | Hải Châu, Đà Nẵng      |
|                     |         |   |         | Sân vận động: Chi Lăng |

| 18 tháng 4 năm 2001 | Gia Lai | – | Tiền Giang | Pleiku, Gia Lai      |
|                     |         |   |            | Sân vận động: Pleiku |

| 18 tháng 4 năm 2001 | Lâm Đồng | – | An Giang | Đà Lạt, Lâm Đồng     |
|                     |          |   |          | Sân vận động: Đà Lạt |

#### Vòng 18
| 25 tháng 4 năm 2001 | Đà Nẵng                          | 4–0      | Ngân hàng Á Châu | Hải Châu, Đà Nẵng                                                         |  |
|                     | Anh Tài 5' · Hà Xá 62', 79', 82' | Chi tiết |                  | Sân vận động: Chi Lăng Lượng khán giả: 20.000 Trọng tài: Nguyễn Hữu Thành |  |

| 25 tháng 4 năm 2001 | Bình Định                                             | 4–1      | Quảng Ninh   | Quy Nhơn, Bình Định    |  |
|                     | Văn Hùng 2' · Blessing 55', 73' · Tuấn Sơn 60' (l.n.) | Chi tiết | Huy Cảnh 47' | Sân vận động: Quy Nhơn |  |

| 25 tháng 4 năm 2001 | Bình Dương           | 1–3      | Gia Lai                                   | Thủ Dầu Một, Bình Dương |  |
|                     | Văn Dũ 28' (ph.đ.) · | Chi tiết | Tấn Thật 31' · Minh Hải 64' · Văn Đàn 74' | Sân vận động: Gò Đậu    |  |

| 25 tháng 4 năm 2001 | Hải Quan                               | 2–1      | Lâm Đồng       | Quận 10, TP.HCM          |  |
|                     | Đỗ Khải 63' · Thanh Nhàn 75' · Anh Thi | Chi tiết | Trung Ðông 88' | Sân vận động: Thống Nhất |  |

| 25 tháng 4 năm 2001 | An Giang    | 1–4      | Long An                                             | Long Xuyên, An Giang     |  |
|                     | Tấn Lợi 84' | Chi tiết | Thanh Xuân 65', 77' · Ðăng Thi 88' · Ngọc Quang 89' | Sân vận động: Long Xuyên |  |

| 25 tháng 4 năm 2001 | Tiền Giang                                    | 3–1      | Quân khu 7    | Mỹ Tho, Tiền Giang       |  |
|                     | Bình Nam 39' · Ngọc Hiệp 42' · Bạch Thuận 82' | Chi tiết | Minh Quân 71' | Sân vận động: Tiền Giang |  |

#### Vòng 19
| 2 tháng 5 năm 2001 | Quân khu 7                              | 6–0      | Quảng Ninh | Biên Hòa, Đồng Nai     |  |
|                    | Văn An · Văn Tâm · Ðình Duy · Hữu Thắng | Chi tiết |            | Sân vận động: Đồng Nai |  |

| 2 tháng 5 năm 2001 | Long An                              | 3–1      | Ngân hàng Á Châu      | Tân An, Long An       |  |
|                    | Thanh Xuân 25', 42' · Thanh Bình 72' | Chi tiết | Tiến Dũng 88' (ph.đ.) | Sân vận động: Long An |  |

| 2 tháng 5 năm 2001 | An Giang                                       | 4–5      | Hải Quan     | Long Xuyên, An Giang     |  |
|                    | Tấn Chánh · Ðại Lâm · Tấn Lợi 30', 89' (ph.đ.) | Chi tiết | Thanh Nhàn · | Sân vận động: Long Xuyên |  |

| 2 tháng 5 năm 2001 | Tiền Giang | 0–2      | Bình Dương | Mỹ Tho, Tiền Giang                             |  |
|                    |            | Chi tiết |            | Sân vận động: Tiền Giang Lượng khán giả: 1.000 |  |

| 2 tháng 5 năm 2001 | Lâm Đồng                      | 2–1      | Bình Định     | Đà Lạt, Lâm Đồng     |  |
|                    | Xuân Tân 40' · Văn Hùng 90+5' | Chi tiết | Quang Huy 45' | Sân vận động: Đà Lạt |  |

| 2 tháng 5 năm 2001 | Gia Lai      | 1–2      | Đà Nẵng  | Pleiku, Gia Lai      |  |
|                    | Minh Hải 70' | Chi tiết | Võ Phước | Sân vận động: Pleiku |  |

#### Vòng 20
| 9 tháng 5 năm 2001 | Gia Lai | 1–2 | Bình Định | Pleiku, Gia Lai      |
|                    |         |     |           | Sân vận động: Pleiku |

| 9 tháng 5 năm 2001 | Lâm Đồng | 0–0 | Đà Nẵng | Đà Lạt, Lâm Đồng     |
|                    |          |     |         | Sân vận động: Đà Lạt |

| 9 tháng 5 năm 2001 | Quân khu 7 | 1–0      | Ngân hàng Á Châu | Biên Hòa, Đồng Nai     |  |
|                    |            | Chi tiết |                  | Sân vận động: Đồng Nai |  |

| 9 tháng 5 năm 2001 | Long An | 5–1 | Quảng Ninh | Hạ Long, Quảng Ninh   |
|                    |         |     |            | Sân vận động: Hòn Gai |

| 9 tháng 5 năm 2001 | Tiền Giang | 0–1      | Hải Quan  | Mỹ Tho, Tiền Giang       |  |
|                    |            | Chi tiết | Thanh Hải | Sân vận động: Tiền Giang |  |

| 9 tháng 5 năm 2001 | An Giang | 0–1      | Bình Dương       | Long Xuyên, An Giang     |  |
|                    |          | Chi tiết | Khương Trung 45' | Sân vận động: Long Xuyên |  |

#### Vòng 22
| 23 tháng 5 năm 2001 | Bình Định                                                                                | 9–2      | An Giang             | Quy Nhơn, Bình Định                           |  |
|                     | Minh Mính 12', ?' · Blessing 20', 56', 80' · Thanh Phương ?', ?' · Quang Huy · Xuân Hùng | Chi tiết | Văn Thuyết · Tấn Lợi | Sân vận động: Quy Nhơn Lượng khán giả: 25.000 |  |

| 23 tháng 5 năm 2001 | Đà Nẵng                                | 3–1      | Tiền Giang     | Hải Châu, Đà Nẵng                             |  |
|                     | Russell 28' · James 55' · Anh Tuấn 62' | Chi tiết | Bạch Thuận 59' | Sân vận động: Chi Lăng Lượng khán giả: 20.000 |  |

| 23 tháng 5 năm 2001 | Long An | 0–1      | Hải Quan        | Tân An, Long An                                                       |  |
|                     |         | Chi tiết | Văn Thiện 90+3' | Sân vận động: Long An Lượng khán giả: 500 Trọng tài: Lương Trung Việt |  |

| 23 tháng 5 năm 2001 | Quân khu 7 | 3–0      | Bình Dương | Biên Hòa, Đồng Nai     |  |
|                     |            | Chi tiết |            | Sân vận động: Đồng Nai |  |

| 23 tháng 5 năm 2001 | Ngân hàng Á Châu | 0–1      | Gia Lai | Đống Đa, Hà Nội      |  |
|                     |                  | Chi tiết |         | Sân vận động: Hà Nội |  |

| 23 tháng 5 năm 2001 | Quảng Ninh | 0–2      | Lâm Đồng | Hạ Long, Quảng Ninh   |  |
|                     |            | Chi tiết |          | Sân vận động: Hòn Gai |  |

### Tóm tắt kết quả
| Nhà \ Khách[1] | ACB | AGG | BĐI | BDG | ĐNG | GLA | HQN | LAN | LĐG | QK7 | TGI | QNH |
| ACB            |     | 0–0 | 1–2 | 1–1 | 1–0 | 0–1 | 1–1 | 1–0 | 5–0 | 0–0 | 1–1 | 1–1 |
| An Giang       | 3–3 |     | 5–2 | 0–1 | 0–2 | 3–2 | 4–5 | 1–4 | 3–2 | 2–4 | 2–1 | 0–0 |
| Bình Định      | 1–0 | 9–2 |     | 0–0 | 0–0 | 0–0 | 1–1 | 5–0 | 1–0 | 4–0 | 2–1 | 4–1 |
| Bình Dương     | 1–2 | 2–2 | 1–3 |     | 2–3 | 1–3 | 0–2 | 3–1 | 1–2 | 1–2 | 2–2 | 2–0 |
| Đà Nẵng        | 4–0 | 2–2 | 2–3 | 1–1 |     | 3–2 | 1–0 | 4–0 | 3–1 | 1–0 | 0–0 | 3–0 |
| Gia Lai        | 0–1 | 3–0 | 5–2 | 0–0 | 1–2 |     | 1–0 | 1–0 | 4–0 | 0–0 | 1–2 | 1–0 |
| Hải Quan       | 0–0 | 2–1 | 2–2 | 2–1 | 0–0 | 1–0 |     | 1–1 | 2–1 | 3–1 | 2–1 | 5–1 |
| Long An        | 3–1 | 2–1 | 5–2 | 1–1 | 1–1 | 3–0 | 0–1 |     | 3–1 | 1–1 | 4–0 | 5–1 |
| Lâm Đồng       | 2–0 | 4–0 | 2–1 | 2–2 | 0–0 | 0–1 | 1–2 | 2–0 |     | 1–1 | 3–2 | 0–0 |
| Quân khu 7     | 3–2 | 5–1 | 2–0 | 3–0 | 1–1 | 0–0 | 0–0 | 1–1 | 0–0 |     | 1–0 | 6–0 |
| Tiền Giang     | 2–0 | 3–1 | 2–1 | 0–2 | 0–0 | 0–0 | 0–1 | 2–0 | 3–1 | 3–1 |     | 4–1 |
| Quảng Ninh     | 0–0 | 2–1 | 0–0 | 1–2 | 3–2 | 0–3 | 0–0 | 0–0 | 0–2 | 2–1 | 1–1 |     |

Cập nhật lần cuối: complete.
Nguồn: Vietnam 2000/01
1 ^ Đội chủ nhà được liệt kê ở cột bên tay trái.
Màu sắc: Xanh = Chủ nhà thắng; Vàng = Hòa; Đỏ = Đội khách thắng.

### Vị trí các đội qua các vòng đấu
| Đội ╲ Vòng       | 1        | 2 | 3 | 4 | 5  | 6  | 7 | 8 | 9  | 10 | 11 | 12 | 13 | 14 | 15 | 16 | 17 | 18 | 19 | 20 | 21 | 22 |    |
| ---------------- | -------- | - | - | - | -- | -- | - | - | -- | -- | -- | -- | -- | -- | -- | -- | -- | -- | -- | -- | -- | -- | -- |
| Đội ╲ Vòng       | An Giang |   |   |   |    | 7  | 9 |   |    |    | 12 | 11 | 8  | 8  | 9  | 9  | 9  | 10 | 10 | 11 | 11 |    | 11 |
| Bình Dương       |          |   |   |   | 12 | 11 |   |   |    |    | 12 | 12 | 12 | 12 | 12 | 11 | 11 | 11 | 10 | 10 |    | 10 |    |
| Bình Định        |          | 1 |   |   | 1  | 2  | 3 | 1 | 1  | 1  | 4  | 4  | 4  | 2  | 4  | 2  | 2  | 2  | 2  | 2  |    | 1  |    |
| Đà Nẵng          |          |   |   |   | 3  | 4  |   |   |    | 2  | 1  | 2  | 2  | 3  | 1  | 1  | 1  | 1  | 1  | 1  |    | 2  |    |
| Gia Lai          |          | 2 |   | 1 | 2  | 1  | 2 |   |    | 5  | 6  | 6  | 6  | 7  | 7  | 6  | 6  | 6  |    | 7  |    | 5  |    |
| Hải Quan         |          |   |   |   | 8  | 6  |   | 2 | 2  | 3  | 2  | 1  | 1  | 1  | 2  | 3  | 3  | 3  | 3  | 3  |    | 3  |    |
| Lâm Đồng         |          |   |   |   | 6  | 8  |   |   | 12 |    | 9  | 11 | 9  | 10 | 11 | 10 | 9  | 9  |    | 8  |    | 8  |    |
| Long An          |          |   |   |   | 10 | 10 |   |   |    |    | 8  | 9  | 11 | 8  | 8  | 8  | 8  | 8  |    | 6  |    | 7  |    |
| Ngân hàng Á Châu |          |   |   |   | 11 | 7  |   |   |    |    | 5  | 5  | 5  | 6  | 6  | 7  | 7  | 7  |    | 9  |    | 9  |    |
| Quảng Ninh       |          |   |   |   | 9  | 12 |   |   |    |    | 10 | 10 | 10 | 11 | 10 | 12 | 12 | 12 | 12 | 12 |    | 12 |    |
| Quân khu 7       |          |   |   |   | 5  | 3  | 1 |   |    | 4  | 3  | 3  | 3  | 4  | 3  | 4  | 4  | 5  |    | 4  |    | 4  |    |
| Tiền Giang       |          |   |   |   | 4  | 5  |   |   |    |    | 7  | 7  | 7  | 5  | 5  | 5  | 5  | 4  |    | 5  |    | 6  |    |

## Thống kê mùa giải

### Theo cầu thủ

#### Cầu thủ ghi bàn hàng đầu
Dưới đây là danh sách cầu thủ ghi bàn hàng đầu của giải đấu. Đã có 359 bàn thắng ghi được trong 132 trận đấu, trung bình 2.72 bàn thắng mỗi trận đấu.

| Xếp hạng | Cầu thủ            | Câu lạc bộ | Số bàn thắng |
| -------- | ------------------ | ---------- | ------------ |
| 1        | Trần Tấn Lợi       | An Giang   | 13           |
| 2        | Trương Văn Dũ      | Bình Dương | 11           |
| 2        | Blessing Ughojo    | Bình Định  | 11           |
| 2        | Hà Xá              | Đà Nẵng    | 11           |
| 2        | Tô Văn An          | Quân khu 7 | 11           |
| 3        | Bùi Đoàn Quang Huy | Bình Định  | 10           |
| 3        | Thanh Nhàn         | Hải Quan   | 10           |
| 4        | Nguyễn Minh Hải    | Gia Lai    | 9            |
| 5        | Đinh Thanh Hải     | Hải Quan   | 8            |
| 5        | Trường Giang       | Tiền Giang | 8            |
| 5        | Nguyễn Bạch Thuận  | Tiền Giang | 8            |
| 6        | Trần Hoàng Đại Lâm | An Giang   | 7            |
| 7        | Phạm Đăng Thi      | Long An    | 6            |
| 7        | Lâm Thanh Bình     | Long An    | 6            |
| 7        | Nguyễn Văn Hùng    | Lâm Đồng   | 6            |
| 7        | Đỗ Bình Nam        | Tiền Giang | 6            |
| 8        | 7 cầu thủ          | 7 cầu thủ  | 5            |
| 9        | 7 cầu thủ          | 7 cầu thủ  | 4            |
| 10       | 23 cầu thủ         | 23 cầu thủ | 3            |
| 11       | 24 cầu thủ         | 24 cầu thủ | 2            |
| 12       | 36 cầu thủ         | 36 cầu thủ | 1            |

## Tổng số khán giả
| Vòng đấu  | Tổng cộng | Trung bình |
| --------- | --------- | ---------- |
| Vòng 1    | 5.000     |            |
| Vòng 2    |           |            |
| Vòng 3    |           |            |
| Vòng 4    |           |            |
| Vòng 5    |           |            |
| Vòng 6    |           |            |
| Vòng 7    |           |            |
| Vòng 8    |           |            |
| Vòng 9    |           |            |
| Vòng 10   |           |            |
| Vòng 11   |           |            |
| Vòng 12   |           |            |
| Vòng 13   |           |            |
| Vòng 14   |           |            |
| Vòng 15   |           |            |
| Vòng 16   |           |            |
| Vòng 17   |           |            |
| Vòng 18   |           |            |
| Vòng 19   |           |            |
| Vòng 20   |           |            |
| Vòng 21   |           |            |
| Vòng 22   |           |            |
| Tổng cộng |           |            |